# Effraie d'Hispaniola
Tyto glaucops
Espèce
Statut de conservation UICN

 LC  : Préoccupation mineure
Statut CITES
L'Effraie d'Hispaniola (Tyto glaucops) est une espèce d'oiseaux de la famille des Tytonidae.

## Répartition

Aire de répartition de l'effraie d'Hispaniola.

Cette espèce vit dans les Caraïbes, sur l'île d'Hispaniola, en Dominique, à Saint-Vincent et les Grenadines ainsi qu'à Grenade.

## Sous-espèces
D'après la classification de référence (version 14.1, 2024) de l'Union internationale des ornithologues, l'Effraie d'Hispaniola possède 3 sous-espèces (ordre philogénique) :
- Tyto glaucops glaucops (Kaup, 1852) : Hispaniola ;
- Tyto glaucops nigrescens (Lawrence, 1878) : Dominique;
- Tyto glaucops insularis (Pelzeln, 1872) : Saint-Vincent, archipel des Grenadines, Grenade.

Tyto glaucops nigrescens et Tyto glaucops insularis sont parfois considérées comme des sous-espèces de l'Effraie d'Amérique (Tyto furcata), de l'Effraie des clochers (Tyto Alba) ou bien une espèce à part entière.